# 安次区
安次区（あんじ-く）は中華人民共和国河北省廊坊市に位置する市轄区。

## 歴史
前漢により設置された安次県を前身とする。南北朝時代になると北魏により安城県と改称されたが、隋朝により安次県にもどされた。1263年（中統4年）、モンゴル帝国により東安州とされたが、明朝が成立すると1368年（洪武元年）に東安県とされた。
1914年（民国3年）、重複県名を回避すべく安次県と改称された。1958年に廃止となり管轄区域は武清県に編入されたが、1961年に再び設置された。1981年には県城が分割され県級市の廊坊市が設置、1983年には安次県が廃止され全体が廊坊市に編入された。1988年に地級市としての廊坊市が成立するに伴い、県級市の廊坊市は安次区に改編され現在に至る。

## 行政区画
- 街道:銀河南路街道、光明西道街道、永華道街道
- 鎮:落垡鎮、碼頭鎮、葛漁城鎮、東沽港鎮、調河頭鎮、楊税務鎮、北史家務鎮、仇荘鎮